# Ficinia truncata
Ficinia truncata är en halvgräsart som först beskrevs av Carl Peter Thunberg, och fick sitt nu gällande namn av Heinrich Adolph Schrader. Ficinia truncata ingår i släktet Ficinia och familjen halvgräs. Inga underarter finns listade i Catalogue of Life.